# Onthophagus atronitidus
Onthophagus atronitidus là một loài bọ cánh cứng trong họ Bọ hung (Scarabaeidae).